# Julio César Armentia
Julio César Armentia (San Cayetano, 2 agosto 1974) è un ex calciatore argentino, di ruolo portiere, attuale direttore tecnico del San Manuel.

## Carriera

### Allenatore
Nel febbraio 2018 viene nominato direttore tecnico del Club Atletico San Manuel.